# 프리츠 (체스)
프리츠(Fritz)는 독일의 체스 프로그램으로, 현재는 체스베이스에서 발매되고 있다.
원래는 퀘스트(Quest) 프로그램을 기반으로 프란스 모시(Frans Morsch)가 체스베이스용으로 개발한 독일 체스 프로그램으로, 도스로 포팅된 다음 마티아스 파이스트(Mathias Feist)가 윈도우로 포팅했다. 버전 13에서 Morsch는 은퇴했고 그의 엔진은 먼저 귤라 호바스(Gyula Horvath)의 팬딕스(Pandix)로 교체된 다음 프리츠 15, 그리고 바시크 라즐리치(Vasik Rajlich)의 리브카(Rybka)로 교체되었다.
소비자 제품의 최신 버전은 Fritz 18 Neuronal이다. 이 버전은 기본적으로 64비트 하드웨어 및 다중 처리를 지원한다.

## 같이 보기
- 체스 엔진
- 컴퓨터 체스
- 딥 블루